# Rafael Tristany
Rafael Tristany y Parera (Ardèvol, 16 marzo 1814 – Lourdes, 17 giugno 1899) è stato un militare spagnolo.
Entrò nell'esercito a diciannove anni. Nella prima guerra carlista raggiunse il grado di tenente colonnello dopo aver partecipato ad azioni come le battaglie di Bruch e Tona e la conquista della città di Solsona. Nell’aprile del 1840 fu ferito durante la battaglia di Biosca.
Durante la seconda guerra carlista, Tristany raggiunse il grado di generale di brigata ed ebbe il comando di una brigata di 3 000 soldati. Espugnò le città di Sallent e Berga e ottenne la resa di Prades. Nel maggio 1849, dopo la fine della guerra con la sconfitta per carlisti, si rifugiò in Francia.
Tornò in Catalogna nel mese di luglio del 1855, partecipando ad una nuova rivolta al comando di 200 uomini. Nel 1861 combatté in Terra di Lavoro fra i filo-borbonici favorevoli al’ex re Francesco II delle Due Sicilie. All'inizio della terza guerra carlista nel 1872 tornò in Catalogna come comandante generale. Ottenne la resa di varie piazze come Taradell o Sant Feliu de Pallerols.

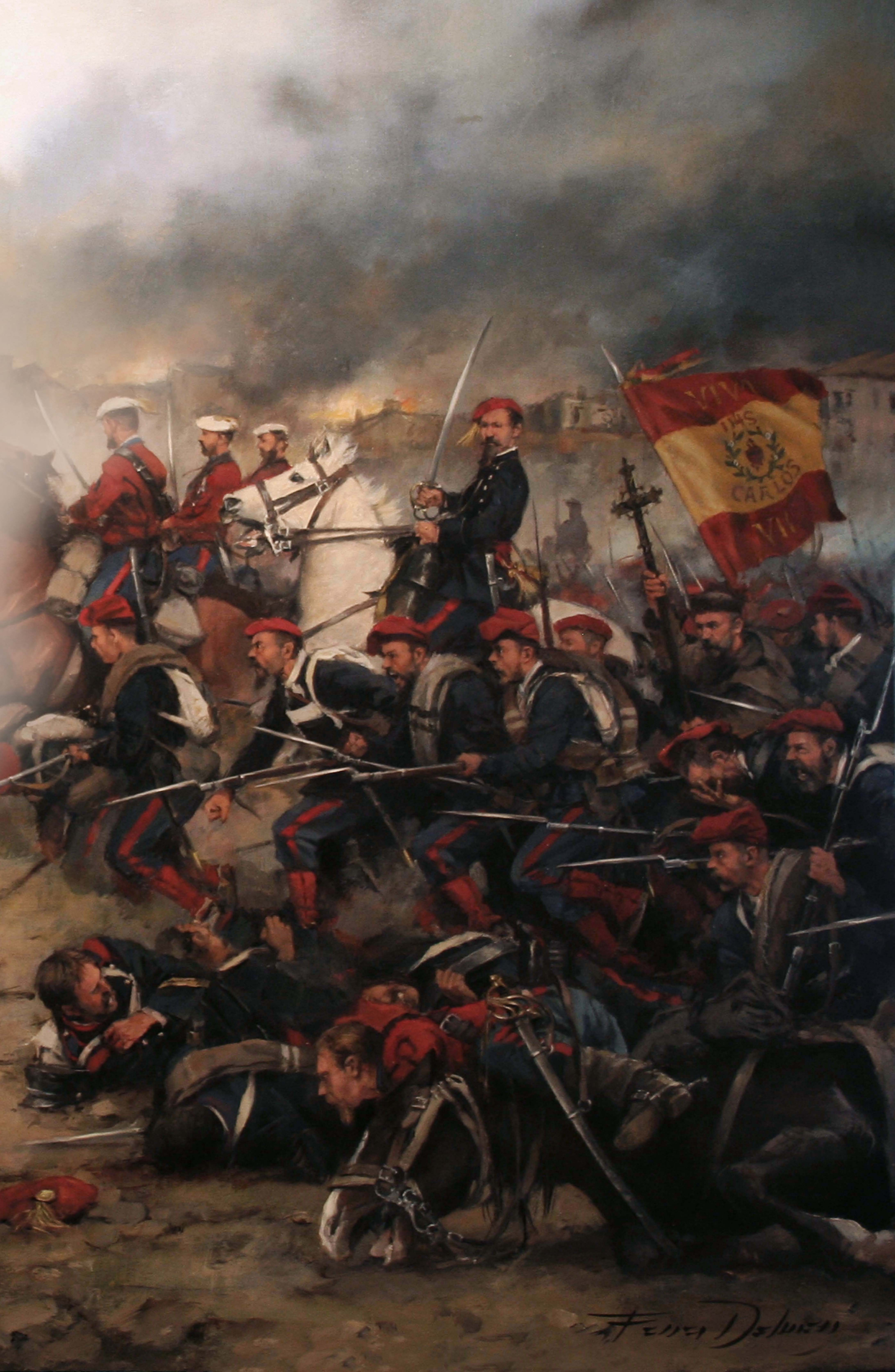
Il generale Tristany alla guida delle truppe carliste – Augusto Ferrer-Dalmau.

Nel 1873 fu nominato comandante generale di Lerida e Tarragona. Partecipò alla battaglia di Igualada e la conquista di Vic e Manresa. Nel 1875, a guerra già persa, fu nominato comandante in capo di Catalogna.
Alla fine del conflitto si trasferì nella cittadina francese di Lourdes, dove visse fino alla sua morte. Nel 1913 i suoi resti furono traslati nella sua città natale. Si fregiò dei titoli di barone di Altet, conte di Avinyó e marchese di Casa Tristany.